# 八日町 (八戸市)
八日町（ようかまち）は、青森県八戸市の地名。

## 地理
八戸市の中央部に位置し、北に番町、東に十八日町、南に朔日町、西に三日町・六日町が面している。地区の面積は19430平方メートル。八戸市中心市街地の区域、三八城地区に属する。

## 地名の由来
毎月、市の立つ「八日」が地名の由来になった。

## 歴史

### 沿革
- 1872年（明治5年）町村役人廃止により大区小区制による地方行政制度に改められる[7]。八日町は九大区二小区の42村の一つに含まれる[8]。
- 1889年（明治22年）4月1日 - 町村制施行。八日町は三戸郡八戸町に属する。
- 1929年（昭和4年） 市制施行に伴い、八日町は八戸市に属する[9]。

## 世帯数と人口
| 字         | 世帯数 | 人口 |
| 大字八日町 | 50世帯 | 98人 |
| 合計       | 50世帯 | 98人 |